# Andrej Belyj
Andrej Belyj (IPA: [ɐnˈdrʲej ˈbʲelɨj]; in russo: Андре́й Бе́лый), pseudonimo di Boris Nikolaevič Bugaev (IPA: [bɐˈrʲis nʲɪkɐˈlajɪvʲɪtɕ bʊˈɡajɪf]) (in russo: Бори́с Никола́евич Буга́ев; Mosca, 26 ottobre 1880 – Mosca, 8 gennaio 1934) è stato uno scrittore, poeta, filosofo e critico letterario russo.

## Biografia
Andrej Belyj ("belyj" in russo significa letteralmente "bianco") è una figura di grande rilievo nella letteratura russa contemporanea. Figlio di Nikolaj Vasil'evič Bugaev (1837-1903), docente di matematica presso l'Università di Mosca, e di Aleksandra Dmitrievna Egorova (1858-1922), pianista, adolescente entrò in contatto con Sergej Solov'ev (nipote del filosofo Vladimir Solov'ev), scrisse le prime poesie e dal 1896 si appassionò al simbolismo francese e al pensiero di Arthur Schopenhauer. Nei primi anni del Novecento lesse i versi di Aleksandr Blok e iniziò a nutrire un certo interesse per la teosofia.
Studiò Matematica presso l'Università di Mosca, dove a partire dal 1903 strinse amicizia con il filosofo e mistico Pavel Aleksandrovič Florenskij. In questi anni intrattenne relazioni e rapporti con società filosofico-religiose, impegnate in un dibattito che, recuperando alcune antiche tradizioni del misticismo, poneva in discussione i rigidi confini dell'ortodossia. Dal 1912 al 1916 soggiornò nell'Europa occidentale e si avvicinò alle teorie antroposofiche di Rudolf Steiner, interrompendo i rapporti con Florenskij.  Fece parte del gruppo che costruì il Johannes Bau, chiamato in seguito Goetheanum. Sua moglie Assia (Anna Alekseevna Turgeneva) e sua sorella Natalija parteciparono pure attivamente all'impresa (Assia diresse il gruppo di scultori). Belyj percorse l'Europa al seguito di Steiner, che dette delle conferenze a Stoccarda, Monaco, Vienna e Praga. Ritornò in Russia nel 1916, per raggiungere nuovamente Berlino nell'autunno 1921 in un nuovo viaggio, Nel 1923 ritornò per sempre in patria. Morì a Mosca l'8 gennaio 1934, per un colpo di sole subìto in Crimea.
Belyj fu pure martinista, Superiore Incognito, membro della loggia San Giovanni l'Apostolo.

## Le opere
La sua prima opera, del 1904, è una raccolta di liriche intitolata Oro in azzurro, nelle quali l'elemento decadente si intreccia con il mondo dei misteri.
Dopo il fallimento della rivoluzione del 1905, un'atmosfera triste e malinconica impregnò le liriche di Cenere (1908) e  Urna (1909).
Pietroburgo (1913), considerato il suo capolavoro e definito da Vladimir Nabokov come uno dei quattro più grandi romanzi del ventesimo secolo, è ambientato in un'isterica atmosfera a cavallo tra i due secoli nell'omonima città (Pietroburgo). Il romanzo, delirante e grottesco nella trama, in un complicato contesto sociale legato alla Rivoluzione del 1905, racconta di un attentato dinamitardo che deve eseguire un giovane terrorista (Nikolaj) ai danni del padre, un funzionario della burocrazia statale (Apollon Apollonovič Ableuchov).
Il secondo romanzo pre-rivoluzione è Il colombo d'argento che tratta delle sue ricerche nel campo del misticismo, mentre Kotik Letaev, opera autobiografica, è scritta sia sotto l'influenza di Steiner che del movimento dello scitismo dell'intellettuale Ivanov-Razumnik.
Nel frattempo diviene intensa anche la sua attività di critica coi volumi Simbolismo (1910) e Arabeschi (1911) nei quali discute sia di elementi formali sia di contenuti.
Dopo la rivoluzione scrive libri di memorie: Al confine di due secoli (1930), Principio del secolo (1933), Tra due rivoluzioni (1934).

### Traduzioni italiane
- Sinfonia nordica, traduzione e introduzione di Angelo Maria Ripellino, in ‹‹Russia. Letteratura, arte, storia››, a cura di Ettore Lo Gatto, De Carlo, Roma, 1945, pp. 57-72
- Pietroburgo, a cura di Angelo Maria Ripellino, Einaudi, Torino, 1961
- Il colombo d'argento, a cura di Georges Nivat, tr. it. Maria Olsoufieva, Rizzoli, Milano, 1964 (1981)
- Cristo è risorto, a cura di Cesare De Michelis, Ceschina, Milano, 1969
- Kotik Letaev, a cura di Serena Vitale, Ricci, Parma, 1973
- Il colore della parola: saggi sul simbolismo, a cura di Rossana Platone, Guida, Napoli, 1986
- Saggi sul simbolismo, a cura di Angela Dioletti Siclari, tr. it. Angiola Aloysio e Pia Dusi, Zara, Parma, 1987
- Gli spettri del caos: simboli e simbolismi russi, a cura di Rosanna Casari e Ugo Persi, Guerini, Milano, 1989
- Viaggio in Italia, a cura di Giacoma Strano, Lucarini, Roma, 1989
- Lettere (1903-1908), con Aleksandr Blok, a cura di Raffaella Belletti e Rossana Platone, Edizioni e/o, Roma, 1982
- L'arte, il simbolo e Dio. Lettere sullo spirito russo, con Pavel Aleksandrovič Florenskij, traduzione e cura di Giuseppina Giuliano, Medusa, Milano 2004
- Glossolalia. Poema sul suono, traduzione e cura di Giuseppina Giuliano, Medusa, Milano, 2006
- Oro in azzurro, a cura di Maurizio Scotti, Il faggio, Milano, 2006
- La corona di fuoco. Poesie scelte, a cura di Giuseppina Giuliano, Medusa, Milano, 2007
- Pietroburgo, a cura di Angelo Maria Ripellino, Adelphi, Milano, 2014
- Sinfonia (2-a, drammatica), trad. e saggio introduttivo di G. Giuliano, Torino, PetuШki, 2022 (https://www.collane.unito.it/oa/items/show/123#?c=0&m=0&s=0&cv=0)

### Letteratura critica
- Ferruccio Martinetto, Andrej Belyj: la sinfonia dell'assoluto, Prospettiva Editrice, Civitavecchia (Roma) 2003
- Lena Szilard, Pietroburgo di Andrej Belyj tra massoneria e rosacrocianesimo, in ‹‹Annali della Facoltà di Lingue e Letterature Straniere dell'Università di Sassari››, II, 2002, pp. 189-210
- Nina Kauchtschischwili, La "2ª Sinfonia" di Andrej Belyj. Problemi di metodologia e interpretazione, ‹‹Linguistica e Filologia››, 14, 2002
- Antonio Maccioni, A. Belyj, P. Florenskij, L'arte, il simbolo e Dio. Lettere sullo spirito russo [recensione], in ‹‹eSamizdat››, IV, 2006, pp. 99-100
- Marco Sabbatini, A Belyj, Glossolalia. Poema sul suono [recensione], in ‹‹eSamizdat››, IV, 2006, pp. 97–99